# Freestyle ai XXIII Giochi olimpici invernali - Gobbe maschile
La gara di gobbe maschile di freestyle dei XXIII Giochi olimpici invernali di Pyeongchang si è svolta dal 9 al 12 febbraio 2018 al Bokwang Phoenix Park di Bongpyeong.

## Programma
Gli orari sono in UTC+9.
| Giorno      | Ora   | Turno            |
| ----------- | ----- | ---------------- |
| 9 febbraio  | 11:45 | Qualificazione 1 |
| 12 febbraio | 19:30 | Qualificazione 2 |
| 12 febbraio | 21:00 | Finale 1         |
| 12 febbraio | 21:35 | Finale 2         |
| 12 febbraio | 22:10 | Finale 3         |

## Risultati

### Qualificazioni
I primi 10 classificati del primo turno di qualificazione sono stati ammessi direttamente alla finale. Gli altri concorrenti sono stati ammessi al secondo turno di qualificazione.

#### Primo turno
QF — Qualificato per la finale
DNF — Ritirato
DNS — Non partito
| Pos. | #  | Atleta               | Nazione                      | Tempo | Punteggio | Punteggio | Punteggio | Totale | Note |
| Pos. | #  | Atleta               | Nazione                      | Tempo | Curve     | Salti     | Tempo     | Totale | Note |
| ---- | -- | -------------------- | ---------------------------- | ----- | --------- | --------- | --------- | ------ | ---- |
| 1    | 2  | Mikaël Kingsbury     | Canada                       | 23"87 | 53.8      | 15.75     | 16.52     | 86.07  | QF   |
| 2    | 4  | Aleksandr Smyšljaev  | Atleti Olimpici dalla Russia | 24"78 | 54.5      | 14.11     | 15.32     | 83.93  | QF   |
| 3    | 18 | Dmitriy Reiherd      | Kazakistan                   | 25"08 | 52.4      | 13.90     | 14.93     | 81.23  | QF   |
| 4    | 7  | Troy Murphy          | Stati Uniti                  | 25"40 | 51.7      | 14.74     | 14.51     | 80.95  | QF   |
| 5    | 5  | Ikuma Horishima      | Giappone                     | 23"95 | 49.0      | 14.93     | 16.42     | 80.35  | QF   |
| 6    | 1  | Daichi Hara          | Giappone                     | 25"06 | 49.7      | 15.36     | 14.95     | 80.01  | QF   |
| 7    | 17 | Pavel Kolmakov       | Kazakistan                   | 25"98 | 52.1      | 14.14     | 13.74     | 79.98  | QF   |
| 8    | 6  | Philippe Marquis     | Canada                       | 26"12 | 51.5      | 12.71     | 13.56     | 77.77  | QF   |
| 9    | 10 | Matt Graham          | Australia                    | 24"47 | 49.1      | 12.45     | 15.73     | 77.28  | QF   |
| 10   | 14 | Sacha Theocharis     | Francia                      | 24"89 | 47.7      | 13.67     | 15.18     | 76.55  | QF   |
| 11   | 20 | Marc-Antoine Gagnon  | Canada                       | 26"04 | 48.0      | 14.66     | 13.66     | 76.32  |      |
| 12   | 13 | Anthony Benna        | Francia                      | 25"48 | 48.7      | 13.18     | 14.40     | 76.28  |      |
| 13   | 27 | Shō Endō             | Giappone                     | 24"92 | 47.8      | 12.79     | 15.14     | 75.73  |      |
| 14   | 11 | Casey Andringa       | Stati Uniti                  | 26"04 | 46.9      | 14.69     | 13.66     | 75.25  |      |
| 15   | 26 | Bradley Wilson       | Stati Uniti                  | 24"38 | 46.3      | 13.10     | 15.85     | 75.25  |      |
| 16   | 16 | Nobuyuki Nishi       | Giappone                     | 24"74 | 47.6      | 12.19     | 15.38     | 75.17  |      |
| 17   | 3  | Rohan Chapman-Davies | Australia                    | 26"07 | 48.1      | 12.24     | 13.62     | 73.96  |      |
| 18   | 8  | Felix Elofsson       | Svezia                       | 24"65 | 46.2      | 12.16     | 15.49     | 73.85  |      |
| 19   | 19 | Walter Wallberg      | Svezia                       | 25"67 | 47.3      | 12.16     | 14.15     | 73.61  |      |
| 20   | 21 | Choi Jae-woo         | Corea del Sud                | 24"95 | 43.0      | 14.85     | 15.10     | 72.95  |      |
| 21   | 28 | Benjamin Cavet       | Francia                      | 26"40 | 45.9      | 13.65     | 13.19     | 72.74  |      |
| 22   | 29 | Emerson Smith        | Stati Uniti                  | 25"41 | 46.9      | 11.20     | 14.49     | 72.59  |      |
| 23   | 12 | James Matheson       | Australia                    | 26"33 | 46.2      | 13.28     | 12.79     | 72.27  |      |
| 24   | 22 | Kim Ji-hyon          | Corea del Sud                | 26"05 | 43.7      | 12.50     | 13.65     | 69.85  |      |
| 25   | 15 | Ludvig Fjällström    | Svezia                       | 25"07 | 41.8      | 11.83     | 14.94     | 68.57  |      |
| 26   | 25 | Seo Myung-joon       | Corea del Sud                | 25"02 | 44.4      | 9.04      | 15.01     | 68.45  |      |
| 27   | 9  | Jimi Salonen         | Finlandia                    | 28"48 | 24.9      | 7.84      | 10.44     | 43.18  |      |
| 28   | 30 | Jussi Penttala       | Finlandia                    | 27"32 | 11.3      | 6.88      | 11.97     | 30.15  |      |
|      | 23 | Vinjar Slåtten       | Norvegia                     |       |           |           |           | DNF    |      |
|      | 24 | Brodie Summers       | Australia                    |       |           |           |           | DNS    |      |

#### Secondo turno
QF — Qualificato per la finale
DNF — Ritirato
DNS — Non partito
| Posizione | Ordine | Atleta               | Nazione       | Qual 1 | Tempo | Punteggio | Punteggio | Punteggio | Totale | Migliore | Note |
| Posizione | Ordine | Atleta               | Nazione       | Qual 1 | Tempo | Curve     | Salti     | Tempo     | Totale | Migliore | Note |
| --------- | ------ | -------------------- | ------------- | ------ | ----- | --------- | --------- | --------- | ------ | -------- | ---- |
| 1         | 11     | Choi Jae-woo         | Corea del Sud | 72.95  | 25.93 | 50.1      | 17.32     | 13.81     | 81.23  | 81.23    | QF   |
| 2         | 13     | Vinjar Slåtten       | Norvegia      | DNF    | 25.16 | 47.4      | 15.27     | 14.82     | 77.49  | 77.49    | QF   |
| 3         | 4      | Casey Andringa       | Stati Uniti   | 75.25  | 25.57 | 47.8      | 15.29     | 14.28     | 77.37  | 77.37    | QF   |
| 4         | 16     | Bradley Wilson       | Stati Uniti   | 75.25  | 24.76 | 47.0      | 13.98     | 15.35     | 76.33  | 76.33    | QF   |
| 5         | 10     | Marc-Antoine Gagnon  | Canada        | 76.32  | 25.40 | 46.3      | 15.07     | 14.51     | 75.88  | 76.32    | QF   |
| 6         | 6      | Anthony Benna        | Francia       | 76.28  | 25.45 | 35.3      | 10.56     | 14.44     | 60.30  | 76.28    | QF   |
| 7         | 17     | Shō Endō             | Giappone      | 75.73  | 25.19 | 47.1      | 13.50     | 14.78     | 75.38  | 75.73    | QF   |
| 8         | 3      | Jimi Salonen         | Finlandia     | 43.18  | 24.92 | 45.6      | 14.51     | 15.14     | 75.25  | 75.25    | QF   |
| 9         | 8      | Nobuyuki Nishi       | Giappone      | 75.17  | 25.35 | 48.3      | 12.28     | 14.57     | 75.15  | 75.17    | QF   |
| 10        | 5      | James Matheson       | Australia     | 72.27  | 27.44 | 48.5      | 14.29     | 11.82     | 74.61  | 74.61    | QF   |
| 11        | 9      | Walter Wallberg      | Svezia        | 73.61  | 25.05 | 48.8      | 10.70     | 14.97     | 74.47  | 74.47    |      |
| 12        | 1      | Rohan Chapman-Davies | Australia     | 73.96  | 27.52 | 44.0      | 12.23     | 11.71     | 67.94  | 73.96    |      |
| 13        | 19     | Emerson Smith        | Stati Uniti   | 72.59  | 25.43 | 46.0      | 13.47     | 14.47     | 73.94  | 73.94    |      |
| 14        | 2      | Felix Elofsson       | Svezia        | 73.85  | 25.14 | 47.6      | 10.83     | 14.85     | 73.28  | 73.85    |      |
| 15        | 18     | Benjamin Cavet       | Francia       | 72.74  | 25.42 | 43.2      | 13.35     | 14.48     | 71.03  | 72.74    |      |
| 16        | 7      | Ludvig Fjällström    | Svezia        | 68.57  | 26.51 | 46.3      | 11.02     | 13.04     | 70.36  | 70.36    |      |
| 17        | 12     | Kim Ji-hyon          | Corea del Sud | 69.85  | 26.62 | 42.0      | 13.27     | 12.90     | 68.17  | 69.85    |      |
| 18        | 15     | Seo Myung-joon       | Corea del Sud | 68.45  | 25.41 | 42.5      | 12.52     | 14.49     | 69.51  | 69.51    |      |
| 19        | 20     | Jussi Penttala       | Finlandia     | 30.15  | 27.68 | 42.5      | 13.96     | 11.50     | 67.96  | 67.96    |      |
| -         | 14     | Brodie Summers       | Australia     | DNS    | DNS   | DNS       | DNS       | DNS       | DNS    | DNS      |      |

### Finale

#### Primo turno
| Pos. | #  | Atleta              | Nazione                      | Tempo | Punteggio | Punteggio | Punteggio | Totale | Note |
| Pos. | #  | Atleta              | Nazione                      | Tempo | Curve     | Salti     | Tempo     | Totale | Note |
| ---- | -- | ------------------- | ---------------------------- | ----- | --------- | --------- | --------- | ------ | ---- |
| 1    | 4  | Shō Endō            | Giappone                     | 24.42 | 52.1      | 14.82     | 15.80     | 82.72  | Q    |
| 2    | 12 | Matt Graham         | Australia                    | 24.89 | 50.3      | 15.91     | 15.18     | 81.39  | Q    |
| 3    | 15 | Daichi Hara         | Giappone                     | 24.75 | 51.0      | 14.93     | 13.87     | 81.29  | Q    |
| 4    | 20 | Mikaël Kingsbury    | Canada                       | 24.88 | 50.7      | 15.38     | 15.38     | 81.27  | Q    |
| 5    | 8  | Casey Andringa      | Stati Uniti                  | 25.23 | 49.2      | 16.80     | 14.73     | 80.73  | Q    |
| 6    | 18 | Dmitriy Reiherd     | Kazakistan                   | 24.70 | 50.7      | 13.64     | 15.43     | 79.77  | Q    |
| 7    | 16 | Ikuma Horishima     | Giappone                     | 24.09 | 48.0      | 15.41     | 16.23     | 79.64  | Q    |
| 8    | 9  | Vinjar Slåtten      | Norvegia                     | 24.99 | 49.1      | 15.03     | 15.05     | 79.18  | Q    |
| 9    | 6  | Marc-Antoine Gagnon | Canada                       | 25.37 | 47.5      | 16.34     | 14.54     | 78.38  | Q    |
| 10   | 10 | Choi Jae-woo        | Corea del Sud                | 24.86 | 46.5      | 16.54     | 15.22     | 78.26  | Q    |
| 11   | 14 | Pavel Kolmakov      | Kazakistan                   | 25.88 | 48.4      | 15.95     | 13.87     | 78.22  | Q    |
| 12   | 11 | Sacha Theocharis    | Francia                      | 23.97 | 46.4      | 14.30     | 16.39     | 77.09  | Q    |
| 13   | 5  | Anthony Benna       | Francia                      | 24.85 | 47.7      | 13.50     | 15.23     | 76.43  |      |
| 14   | 1  | James Matheson      | Australia                    | 26.33 | 47.8      | 14.90     | 13.28     | 75.98  |      |
| 15   | 19 | Alexandr Smyshlyaev | Atleti Olimpici dalla Russia | 25.49 | 47.4      | 12.78     | 14.39     | 74.57  |      |
| 16   | 3  | Jimi Salonen        | Finlandia                    | 25.16 | 44.6      | 13.34     | 14.82     | 72.76  |      |
| 17   | 17 | Troy Murphy         | Stati Uniti                  | 25.36 | 45.0      | 13.16     | 14.56     | 72.72  |      |
| 18   | 7  | Bradley Wilson      | Stati Uniti                  | 23.34 | 34.4      | 11.12     | 17.22     | 62.74  |      |
| 19   | 2  | Nobuyuki Nishi      | Giappone                     | 25.14 | 23.1      | 8.09      | 14.85     | 46.04  |      |
| -    | 13 | Philippe Marquis    | Canada                       | DNF   | DNF       | DNF       | DNF       | DNF    |      |

#### Secondo turno
| Pos. | #  | Atleta              | Nazione       | Tempo | Punteggio | Punteggio | Punteggio | Totale | Note |
| Pos. | #  | Atleta              | Nazione       | Tempo | Curve     | Salti     | Tempo     | Totale | Note |
| ---- | -- | ------------------- | ------------- | ----- | --------- | --------- | --------- | ------ | ---- |
| 1    | 10 | Daichi Hara         | Giappone      | 24.41 | 51.6      | 14.89     | 15.81     | 82.30  | Q    |
| 2    | 9  | Mikaël Kingsbury    | Canada        | 25.10 | 50.4      | 16.89     | 14.90     | 82.19  | Q    |
| 3    | 8  | Casey Andringa      | Stati Uniti   | 24.94 | 49.3      | 16.39     | 15.11     | 80.80  | Q    |
| 4    | 11 | Matt Graham         | Australia     | 25.18 | 50.1      | 15.11     | 14.80     | 80.01  | Q    |
| 5    | 5  | Vinjar Slåtten      | Norvegia      | 24.31 | 48.3      | 14.63     | 15.94     | 78.87  | Q    |
| 6    | 4  | Marc-Antoine Gagnon | Canada        | 25.53 | 47.6      | 15.47     | 14.33     | 77.40  | Q    |
| 7    | 2  | Pavel Kolmakov      | Kazakistan    | 25.39 | 46.3      | 15.28     | 14.52     | 76.10  |      |
| 8    | 7  | Dmitriy Reiherd     | Kazakistan    | 23.85 | 30.4      | 11.69     | 16.55     | 58.64  |      |
| 9    | 1  | Sacha Theocharis    | Francia       | 25.40 | 13.3      | 6.68      | 14.51     | 34.49  |      |
| -    | 12 | Shō Endō            | Giappone      | DNF   | DNF       | DNF       | DNF       | DNF    |      |
| -    | 6  | Ikuma Horishima     | Giappone      | DNF   | DNF       | DNF       | DNF       | DNF    |      |
| -    | 3  | Choi Jae-woo        | Corea del Sud | DNF   | DNF       | DNF       | DNF       | DNF    |      |

#### Terzo turno
| Pos.    | # | Atleta              | Nazione     | Tempo | Punteggio | Punteggio | Punteggio | Totale | Note |
| Pos.    | # | Atleta              | Nazione     | Tempo | Curve     | Salti     | Tempo     | Totale | Note |
| ------- | - | ------------------- | ----------- | ----- | --------- | --------- | --------- | ------ | ---- |
| Oro     | 5 | Mikaël Kingsbury    | Canada      | 24.83 | 54.0      | 17.37     | 15.26     | 86.63  |      |
| Argento | 3 | Matt Graham         | Australia   | 24.85 | 50.9      | 16.44     | 15.23     | 82.57  |      |
| Bronzo  | 6 | Daichi Hara         | Giappone    | 24.90 | 51.3      | 15.73     | 15.16     | 82.19  |      |
| 4       | 1 | Marc-Antoine Gagnon | Canada      | 25.30 | 46.1      | 16.28     | 14.64     | 77.02  |      |
| 5       | 4 | Casey Andringa      | Stati Uniti | 25.86 | 45.5      | 16.10     | 13.90     | 75.50  |      |
| 6       | 2 | Vinjar Slåtten      | Norvegia    | 26.71 | 11.8      | 9.03      | 12.78     | 33.61  |      |